# 40-й Нью-Йоркский пехотный полк
40-й Нью-Йоркский добровольческий пехотный полк (англ. 40th New York Volunteer Infantry Regiment), также Mozart Regiment — один из пехотных полков армии Союза во время Гражданской войны в США. Полк прошёл почти все сражения Гражданской войны на востоке от осады Йорктауна до сражения при Аппоматтоксе и был расформирован 27 июня 1865 года. Полк известен участием в обороне высоты Дэвилс-Дэн во время сражения при Геттисберге.

## Формирование
Полк был сформирован в Йонкерсе, штат Нью-Йорк, на средства общества Union Defense Committee. С 24 по 27 июня 1861 года роты полка были приняты на службу в армию США сроком на 3 года.
Первоначально была сформирована рота United States Constitution Guard, но сформировать полк сразу не получилось. Дополнительное финансирование обеспечил Mozart Hall Committee, отчего полк получил название Mozart regiment. Полк укомплектовали 4 ротами из Массачусетса и 2 ротами из Пенсильвании. Впоследствии полк пополнялся другими частями. Первое время рядовые были вооружены гладкоствольными мушкетами калибра 69.
Первым командиром полка стал полковник Эдвард Райли, подполковником Томас Эган, майором — Ричард Хальстед.

## Боевой путь
4 июля полк покинул Нью-Йорк, погрузился на пароходы и был переброшен в Элизабетпорт, откуда по железной дороге отбыл в Вашингтон. 6 июля он разместился лагерем на 7-й улице, а 17 июня перешёл Потомак по Длинному мосту и был размещён в Александрии в качестве гарнизона. Во время первого сражения при Булл-Ран четыре роты полка охраняли дороги, пока не прошли последние части отступающей с поля боя армии, и только потом отступили, забрав с собой припасы со станции Бёрке.
В Александрии полк был включён в бригаду Оливера Ховарда. Здесь же силами полка был сооружён форт Уорд. В октябре полк перевели в бригаду Джона Седжвика, в составе дивизии Хейнцельмана. 21 октября полк участвовал (не будучи задействован) в сражении при Бэллс-Блафф.
В марте 1862 года бригада Седжвика стала частью дивизии Гамильтона в составе III корпуса Потомакской армии. 10 — 15 марта полк участвовал в наступлении на Манассас, а 17 марта командиром бригады стал Дэвид Бирни и бригада была направлена на Вирджинский полуостров. В апреле полк участвовал в осаде Йорктауна, а после того, как южане оставили город, полк одним из первых вступил в Йорктаун, при этом потеряв 7 человек от заложенных мин.
От Йорктауна бригада наступала к Уильямсбергу, где в сражении при Уильямсберге 5 мая полк потерял 6 человек убитыми и 23 ранеными.
6 мая был уволен майор Халстед и его место занял Альберт Ингаллс, капитан роты Н.
31 мая полк участвовал в сражении при Севен-Пайнс, где пять рот полка вели бои с частями 5-го и 8-го Алабамских полков. Полковник Райли получил ранение из-за падения с лошади и покинул поле боя, полк потерял 13 человек убитыми, 80 ранеными и 3 пропавшими без вести.
4 июня полковник Райли подал в отставку. Полковником стал Томас Эган, а его место подполковника занял Нельсон Геснер, капитан роты D.
В конце июня полк участвовал в сражениях Семидневной битвы. В сражении при Глендейле был смертельно ранен майор Ингаллс. Всего полк потерял 8 человек убитыми, 18 ранеными и 78 пропавшими без вести.
16 августа полк был направлен в форт Монро, а оттуда — в Северную Вирджинию, где весь корпус Керни присоединился к Вирджинской армии Джона Поупа. 29 августа полк участвовал в сражении у Гроветона, где потерял 9 человек. На следующий день он насчитывал 244 человека и во втором сражении при Булл-Ран потерял 4 человек убитыми и 82 ранеными. На следующий день полк участвовал в сражении при Шантильи, где потерял 10 человек убитыми и 51 ранеными.
Из-за понесённых потерь весь III корпус не участвовал в Мерилендской кампании. 6 сентября был расформирован 87-й Нью-Йоркский пехотный полк и часть его состава вошла в 40-й Нью-Йоркский, сформировав роты E и F. В сентябре Бирни возглавил дивизию, а его место бригадного командира занял Хобарт Уорд.
В октябре-ноябре полк участвовал в манёврах в Вирджинии, затем 20 ноября был отправлен на зимние квартиры, а уже 13 декабря началась Фредериксбергская кампания. В ходе сражения при Фредериксберге бригада Уорда поддерживала атаку дивизии Мида и в этих боях полк потерял 32 человека убитыми, 69 ранеными и 26 пропавшими без вести.
В январе 1863 года полк участвовал в «Грязевом марше» Бернсайда. 23 февраля уволился подполковник Геснер и его место занял майор Линдси. Майором стал капитан роты Е, Огастус Уорнер.
В апреле 1863 началась Чанселорсвиллская кампания. Полк числился в корпусе Дэна Сиклса и 2 мая участвовал в преследовании колонны Томаса Джексона. Когда Джексон атаковал фланг Потомакской армии, корпус оказался почти отрезан от армии и отступил на высоту Хэйзел-Гроув. Здесь ночью генерал Сиклс приказал атаковать позиции противника. В ходе «Ночной атаки» Сиклса и во время отступления на следующий день (во время сражения при Чанселорсвилле) полк потерял 5 человек убитыми, 36 ранеными и 29 пропавшими без вести.
25 мая полк, ввиду понесённых потерь, был сведён в пять рот: B, C, D, F и G. 30 мая в полк были влиты части расформированного 37-го Нью-Йоркского пехотного полка (сформировавшие роты I и K) и части 38-го Нью-Йоркского пехотного полка, сформировавшие роты А, Е, и Н. Полк был выведен из состава бригады Уорда и переведён в бригаду Режи де Тробриана.

### Геттисберг

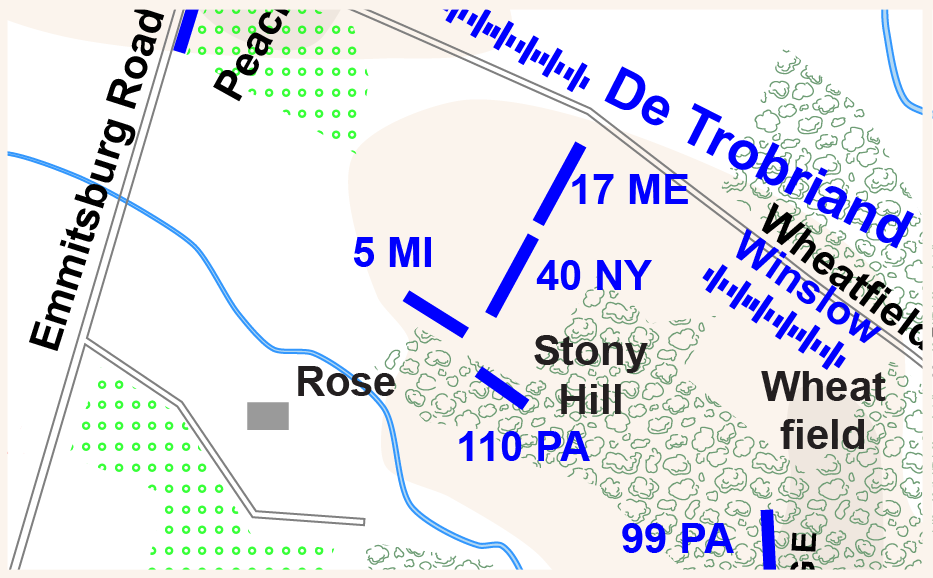
Позиция бригады Тробриана днём 2 июля

В начале июня началась Геттисбергская кампания. 11 июня полк покинул лагерь и проследовал через Уоррентон и Кэтлетт-Стейшен к Манасасу, куда прибыл 15 июня. 17 июня полк выступил на Сентервилл, там простоял до 19 июня, затем пришёл в Гум-Спрингс, оттуда 25 июня вышел на север, перешёл Потомак в Эдвардс-Ферри, оттуда под сильными дождями прошёл через Джефферсон, Мидлтаун, Фредерик, перешёл Южные горы в Бунсборо, оттуда через ущелье Кремптона прибыл в Тенейтаун и пришёл в Эммитсберг днём 30 июня.
Бригада Тробриана пришла к Геттисбергу утром второго дня сражения. Днём бригада была размещена у Каменистого Холма, но когда началась атака корпуса Лонгстрита, командование забрало 40-й Нью-Йоркский у Тробриана и перебросило его на левый фланг, для поддержки бригады Уорда.